# Anton Maria Kobolt
Anton Maria Kobolt (fälschlich häufiger Kobold; * 16. November 1752 in Ingolstadt; † 28. November 1826 in Altötting) war ein deutscher römisch-katholischer Geistlicher und Historiker.

## Leben
Kobolt war Sohn eines Offiziers. Er besuchte ab 1764 zunächst in Ingolstadt die Schule, bezog dann 1765 das Jesuitenkolleg Burghausen. Dort wurde er bis 1773, am Ende in Philosophie ausgebildet. Von 1773 an absolvierte er zunächst das Studium der Philosophie an der Universität Ingolstadt bis zur Promotion zum Dr. phil., bevor er sich dort auch dem Studium der Theologie und beider Rechte widmete. Am 29. März 1777 erfolgte schließlich seine Priesterweihe in Eichstätt.
Kobolt wurde mit kurfürstlichem Dekret vom 29. April 1777 zum Kanoniker am Kollegiatstift Altötting ernannt. Er nahm 1778 diese Stellung an. In Altötting verblieb er bis zu seinem Lebensende. 1795 oder 1810 ernannte ihn die Königlich Bayrische Akademie der Wissenschaften zu ihrem Mitglied.

## Veröffentlichungen (Auswahl)
- Baierisches Gelehrten-Lexikon: worinn alle Gelehrte Baierns und der obern Pfalz, ohne Unterschied der Stände und Religion, welche bis auf das XVIII. Jahrhundert und zwar bis zum Ausgange des Jahrs 1724. daselbst gelebt und geschrieben haben, mit ihren sowohl gedruckten als noch ungedruckten Schriften nach alphabetischer Ordnung beschrieben und enthalten sind. Hagen, Landshut 1795 (online).
  - Ergänzungen und Berichtigungen zum Baierischen Gelehrten-Lexikon. Storno, Landshut 1825 (online).